# Dubai World Central
Dubai World Central is een merknaam waaronder een aantal geplande projecten worden gebouwd in Dubai, Verenigde Arabische Emiraten. Volgens de officiële website van Dubai World Central zijn de zes ondernemingen die dit merk vormen: 
- Dubai World Central Residential City
- Dubai World Central Logistics City
- Dubai World Central Enterprise Park
- Dubai World Central Commercial City
- Dubai World Central International Airport (ondertussen hernoemd tot Al Maktoum International Airport)
- Dubai World Central Golf Resort